# Conistra macedonica
Conistra macedonica är en fjärilsart som beskrevs av Rudolf Pinker 1956. Conistra macedonica ingår i släktet Conistra och familjen nattflyn. Inga underarter finns listade i Catalogue of Life.